# 조나단 프라이드

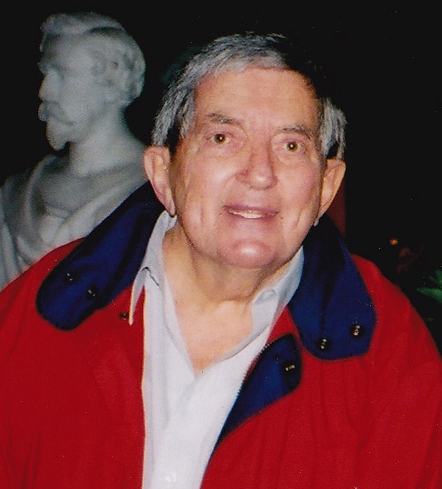

조나단 프라이드(Jonathan Frid, 1924년 12월 2일 ~ 2012년 4월 14일)는 캐나다의 텔레비전 배우, 영화배우, 연극 배우이다.
해밀턴에서 태어났으며 해밀턴에서 사망하였다. 사인은 폐렴이다.

## 영화
- 다크 섀도우 (2012년) - 게스트 역
- 지옥의 여왕 (1974년)
- 하우스 오브 다크 (1970년)